# Putiejec
Putiejec – osiedle typu miejskiego w Rosji, w Republice Komi. W 2010 roku liczyło 1116 mieszkańców.